# Karl Beinhardt
Karl Beinhardt (* 5. November 1906 in Straubing; † unbekannt) war ein deutscher Jurist, Landrat und Verwaltungsdirektor.

## Leben und Wirken
Nach dem Besuch des Humanistischen Gymnasiums in Straubing meldete er sich als Freiwilliger zum Reiter-Regiment 17. Danach studierte Beinhardt bis 1929 Rechtswissenschaften an den Universitäten Würzburg und München. Nach dem ersten Staatsexamen befand er sich in Straubing und München im Vorbereitungsdienst und promovierte an der Universität München zum Dr. jur. Das Thema seiner Dissertation lautete „Die abgesonderte Markung“. 
Zum 1. März 1931 trat Beinhardt der NSDAP bei (Mitgliedsnummer 455.859) und war bis 1932 Mitarbeiter in der Rechtsabteilung der NSDAP-Reichsleitung. Nach der missglückten juristischen großen Staatsprüfung 1932 wiederholte er diese im April 1933 erfolgreich mit Gutpunkten wegen parteilicher Aktivität auf Reichsebene.
Am 1. Februar 1934 wurde er zum Regierungsassessor bei der Regierung von Oberbayern und am 1. November 1934 zum Regierungsrat beim Bezirksamt Ebersberg ernannt. Von Oktober 1935 bis Ende Januar 1936 war er Amtsverweser im Bezirksamt Ebersberg. Danach war er als NSDAP-Kreisamtsleiter für Presse bei der Kreisleitung der NSDAP in Ebersberg tätig. Am 26. April 1938 wurde er kommissarisch zum Bezirksamtsvorstand in Aichach berufen und nach der erfolgten Umbenennung am 1. Februar 1939 definitiv zum Landrat des Landkreises Aichach berufen. Ab Mai 1942 vertrat er zeitgleich auch den Landrat in Mühldorf. Er blieb bis Ende des Zweiten Weltkrieges im Amt, wurde im Mai 1945 entlassen und wenig später bis August 1946 interniert. Im Spruchkammerverfahren wurde er als Mitläufer eingestuft.
Ab 1. Januar 1951 arbeitete er als juristischer Staatsbeamter im Landratsamt Friedberg, wurde 1954 erneut zum Regierungsrat ernannt und war ab 1955 für die Regierung von Schwaben tätig. 1956 ging er als Verwaltungsrichter nach München, wo er 1960 zum Oberverwaltungsrichter und 1967 zum Verwaltungsgerichtsdirektor befördert wurde. 1971 ging er in den Ruhestand.
Anlässlich seines 80. Geburtstages erschien 1986 seine von Gerhard Bähr herausgegebene Schrift Straubing. Eine kleine Stadtgeschichte. 